# Amylora cervinocuprea
Amylora cervinocuprea är en lavart som först beskrevs av Johann Franz Xaver Arnold, och fick sitt nu gällande namn av Rambold. Amylora cervinocuprea ingår i släktet Amylora och familjen Trapeliaceae.   Inga underarter finns listade i Catalogue of Life.